# Georg Hermes
Georg Hermes (parfois Georges Hermès en français), né le 22 avril 1775 à Dreierwalde et mort le 26 mai 1831 à Bonn, est un théologien et philosophe allemand, dont certaines conclusions furent condamnées par Grégoire XVI en 1835, ce que confirma Pie IX en 1847.

## Biographie
Lauréat de l'université de Münster, Hermes est ordonné prêtre en 1799. Il devient professeur de théologie et de dogmatique dans cette même université, puis en 1819 à Bonn. Il rencontre un vif succès auprès des clercs contemporains et des séminaristes, pour l'élaboration d'un système apologétique, faisant de la foi la conséquence logique de la raison, et non plus le produit aussi de la grâce divine. Il est influencé par Kant et Fichte.
Ses thèses seront condamnées après sa mort par Grégoire XVI en 1835 et Pie IX en 1847. Elles rencontraient un écho favorable auprès du gouvernement prussien et de nombres d'évêques, sauf l'archevêque de Cologne, Mgr de Droste-Vischering.

## Œuvres
- Untersuchung über die innere Wahrheit des Christentums, 1804
- Einleitung in die christlichkatholische Theologie, en deux volumes, 1809-1819
- Christlichkatholische Dogmatik, éditée par Johann Heinrich Achternfeldt, en trois tomes, 1834-1835